# Samson (géant processionnel)
Pour les articles homonymes, voir Samson (homonymie).

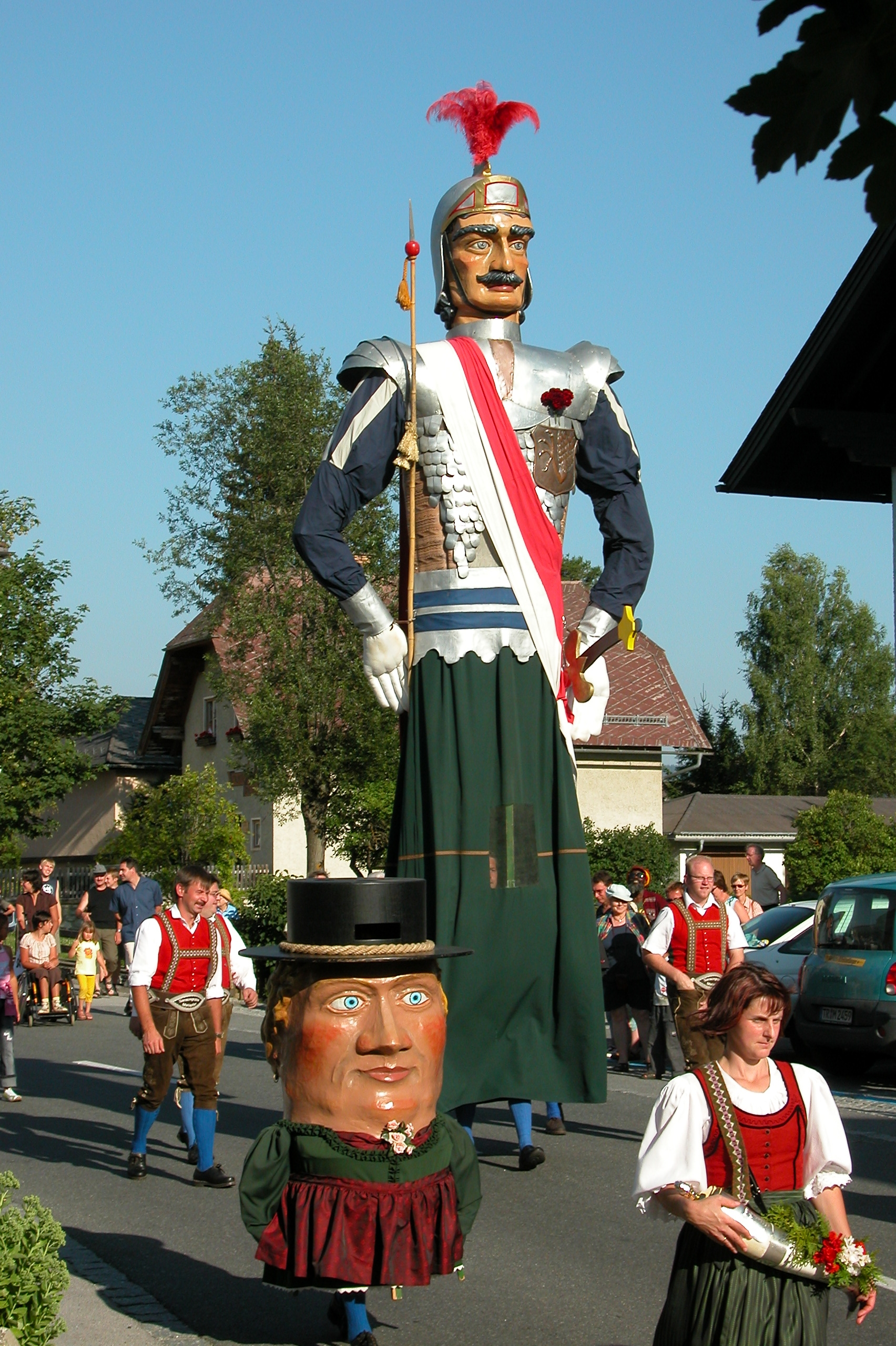
Géant Samson de Mariapfarr (Autriche)

Samson est un des géants les plus courants dans les processions du Moyen Âge.

## Présentation
On les rencontre dans toute l'Europe. Ils sont souvent représentés comme un légionnaire romain ou un soldat de la période napoléonienne. Ils sont en osier, en bois ou en alliage léger, et sont portés par un seul homme.
Il existe un Samson à Ath, dans l'ouest de la Wallonie (Belgique) et en Autriche. Les 12 Samson autrichiens se trouvent le Lungau et de la Styrie (environ à mi-chemin entre Salzbourg et Klagenfurt). Ils sont traditionnellement accompagnés d'une fanfare et de nains, ainsi que d'une troupe armée et de danses folkloriques.
Le Samson d'Ath fait partie du cortège de la Ducasse d'Ath, qui a été reconnue parmi les chefs-d'œuvre du patrimoine oral et immatériel de l'humanité par l'Unesco.
En dépit de la grande distance entre la Belgique et l'Autriche, les Samson font partie de traditions comparables. La Belgique actuelle était à une certaine époque les Pays-Bas autrichiens. Il est probable qu'en Autriche, les Samson faisaient partie de cortèges beaucoup plus importants comparables à ceux des ducasses en Belgique et dans le Nord de la France. Tous deux ont été frappés par les mesures du Siècle des Lumières et de la Révolution française, édit des kermesses, destruction des « symboles de l'ignorance et de l'intolérance ».

## Angleterre
Un Samson est présent à Leicester dans les Midlands en 1461.

## Belgique

### Ath
Samson fut introduit dans le cortège de la ducasse d'Ath en 1677 comme géant de la confrérie des canonniers. Dans les comptes de la massarderie de cette année on peut lire que la magistrat de la ville octroie une somme d'argent « aux confrères de sainte-Marguerite canoniers… pour faire le Samson en posture». Il n'est pas impossible qu'un géant Samson participait à la procession, peut-être dès le XVe siècle, mais sans aucune preuve formelle.
Détruit en 1794 avec les autres géants par les révolutionnaires français, il réapparaît dans la procession en 1806. (Cependant, une récente recherche menée par Jean-Marc Duplevrez a mis en lumière une série de mentions stipulant que Samson n'aurait peut-être pas été détruit comme tous les autres géants lors de la révolution, ce qui peut se comprendre car le géant appartenait à la compagnie des canonniers-arquebusiers et n'était donc pas un symbole de l'ancien régime. Une étude va être menée entre les ducasse 2025 et 2026 afin de confirmer ou non si la tête de Samson pourrait être antérieur à celle des autres géants de la ducasse.)
Depuis le XIXe siècle, il est vêtu en soldat français comme ses accompagnateurs, le groupe des Bleus. Issu de la Bible, Samson porte la colonne du temple de Dagon et la mâchoire d'âne.
Il est suivi par la Royale Union des Fanfares Sainte-Cécile Moulbaix-Ligne depuis 1969.
Description
- Poids : 121,5 kg
- Taille : 4,30 m
- Porté par un seul homme
- Bicorne noir à liseré doré, cocarde tricolore belge, plumet rouge, colonne en imitation marbre, mâchoire d'âne brune, habit bleu à parement rouge et petite basque rouge divisée en deux pans, épaulettes à franges rouges, boutons de cuivre, gilet blanc et plastron noir. Les gants sont brun clair (autrefois jaunes), la jupe bleue, les cheveux noirs, la moustache et la barbiche, de type Napoléon III. Comme le personnage biblique, le géant possède une longue chevelure noire[2].

Alors que la tête et les épaules des autres géants de la Ducasse d'Ath sont sculptés dans le tilleul, Samson a seulement la face avant du visage en bois.
Sortie
Uniquement le 4e dimanche d'août, lors de la ducasse d'Ath.

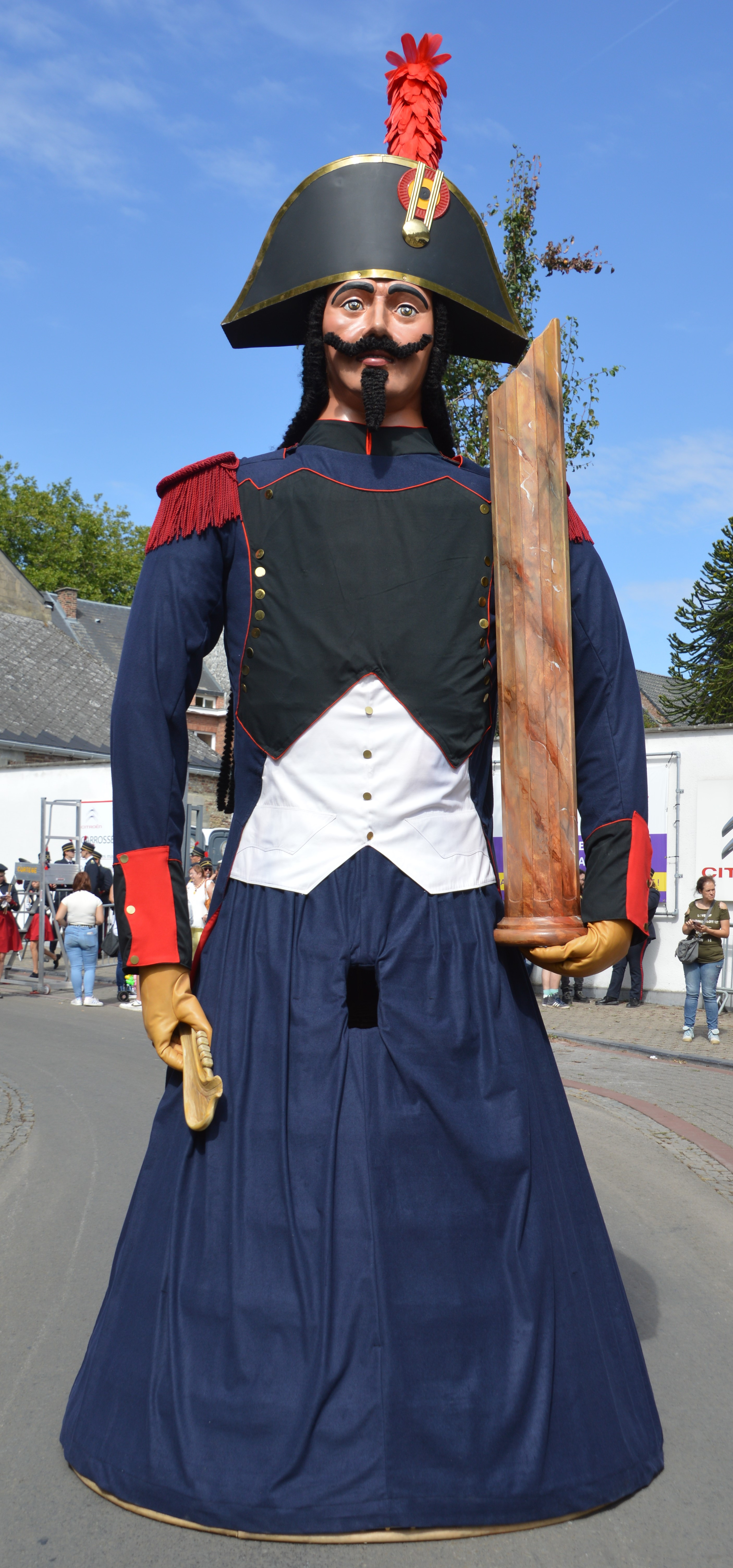
Samson (Ath) en 2022
- Danse de Samson (Ath) en 2006
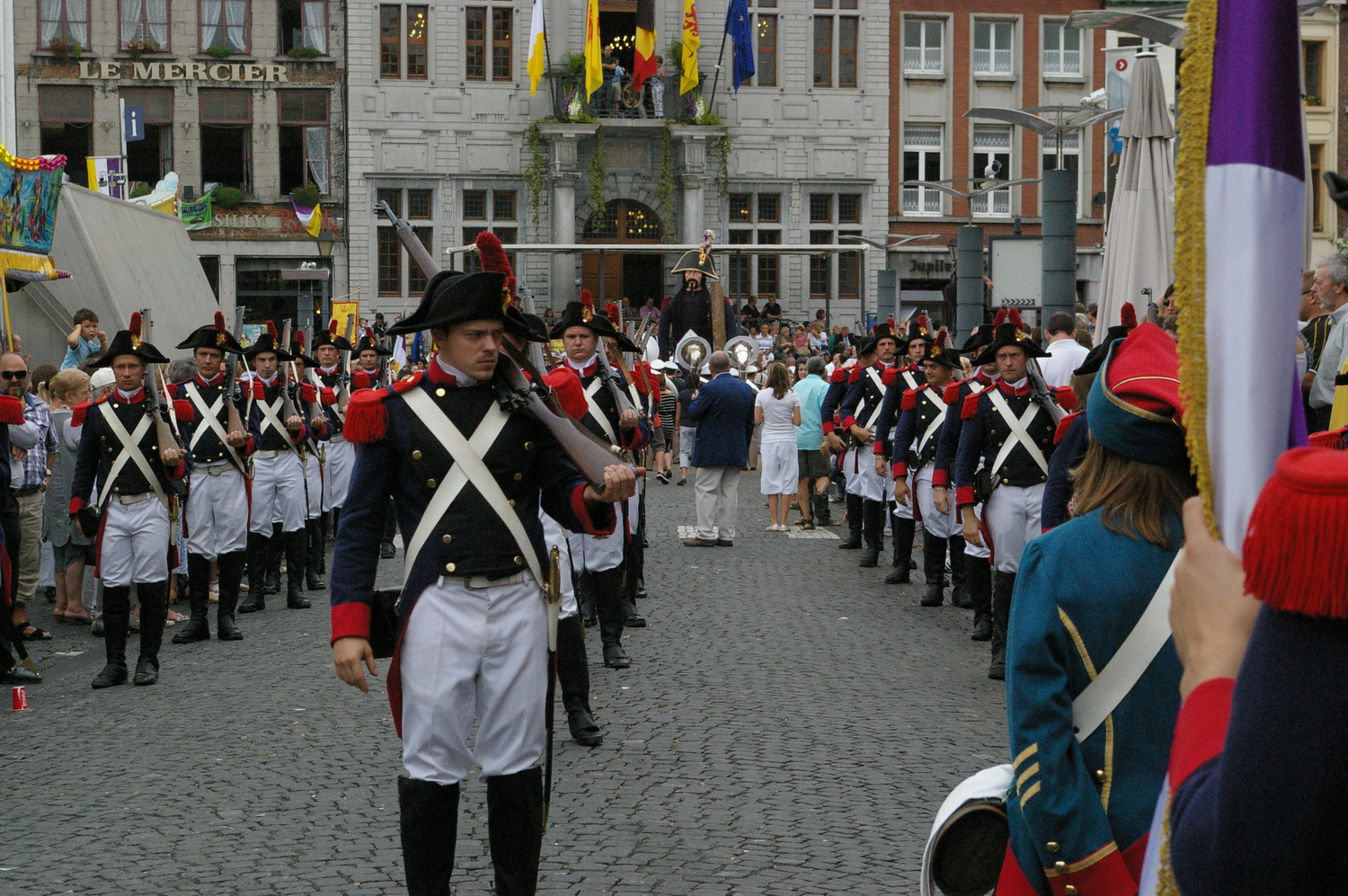
La Compagnie des Bleus (Ducasse d'Ath)

## Autriche

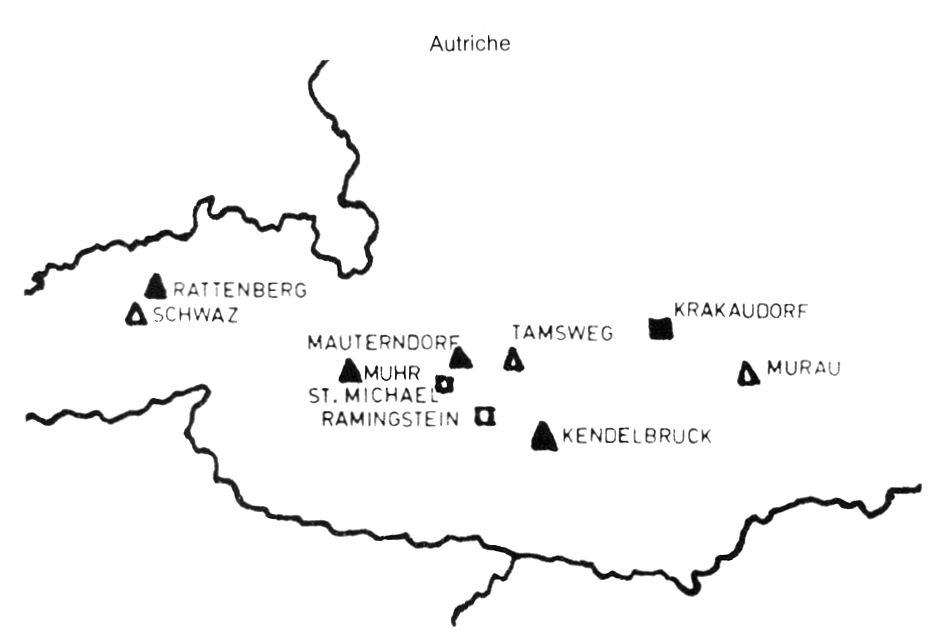
Carte de la répartition des Samson en Autriche

À la Fête-Dieu, dans la province de Salzbourg, le géant Samson en tunique avec casque de guerrier d’environ six mètres de haut parcourt la localité de Tamsweg. Ce défilé de Samson (Samsonumzug) aura lieu également au mois d’août dans d’autres localités (Mariapfarr, St. Michael, Muhr, Unternberg, Wölting (un quartier de Tamsweg) Ramingstein, St. Andrä, St. Margarethen, Mauterndorf) et dans la Styrie limitrophe, Murau et Krakaudorf.
L'origine des Samson, dansant dans ces processions, est sujette à controverse. C'est probablement un vestige des processions de la Fête-Dieu (Fronleichnams-Prozession).
Selon les plus anciens témoignages, Samson apparaissait aux XVIIe et XVIIIe siècles, avec un grand nombre d'autres représentations scéniques de thèmes de l'Ancien ou du Nouveau Testament, dans le cadre de processions religieuses qui avaient lieu à l'occasion de la fête du patron d'une localité ou d'une confrérie (Kirtag ou Prangtag), ou de la fête du Saint-Sacrement.
C'est seulement plus tard, quand, au siècle des Lumières, les interdictions de 1786 et 1802 bannirent des processions toute représentation symbolique de personnages, que s'organisèrent des cortèges profanes indépendants, où Samson apparaissait seul ou accompagné de deux nains seulement. Ces promenades de Samson ont encore lieu aujourd'hui les mêmes jours que les processions religieuses ; tandis que la procession a lieu le matin, Samson est promené au début de l'après-midi.
Pour définir de plus près les formes actuelles des cortèges de géants en Autriche, il faut indiquer qu'ils ont lieu uniquement pendant la saison d'été, que la localité où a lieu la sortie du géant est à peu près entièrement parcourue par le mannequin, qui exécute danses et révérences devant certaines notabilités et à certains endroits désignés. Les corporations de porteurs sont réservées aux hommes. Il ne faut pas oublier les liens existant entre les mannequins et les récits légendaires, qui donnent une explication populaire de l'origine des masques.
En règle générale, ces géants mesurent environ 6 m. et pèsent environ 80 kg. Ils sont portés par un seul homme, soulagé parfois par quatre aides.
Les différents Samson varient surtout par leur dimension et la couleur des vêtements. Ils portent une tunique militaire, une large écharpe sur l'épaule et la hanche et sur la tête un casque. Ils sont armés d'une lance et une épée. Dans la main, ils tiennent la mâchoire d'âne avec laquelle le héros biblique extermina les Philistins. La tête est soit en bois sculpté, en papier mâché avec un châssis de bois ou même en polyester (Mauterndorf).
Les deux « nains » qui l'accompagnent (hommes portant une « grosse tête ») les rendent plus impressionnant encore. À l'origine, il s'agissait de deux femmes (Tansweg, 1803). Aujourd'hui, un homme et une femme symbolisent sans doute le soleil et la lune.

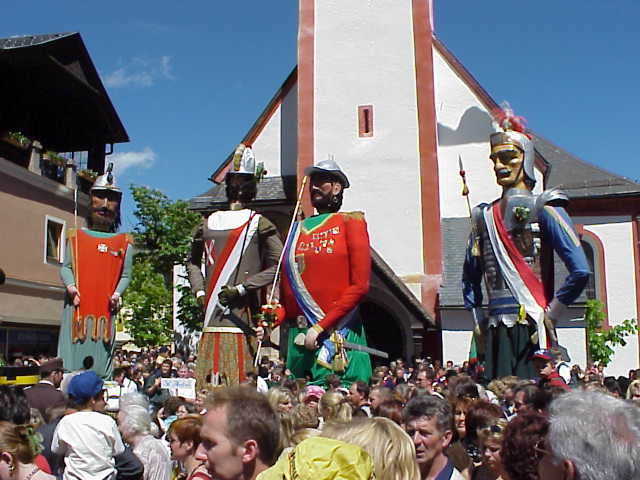
Rassemblement de Samson à Mauterndorf
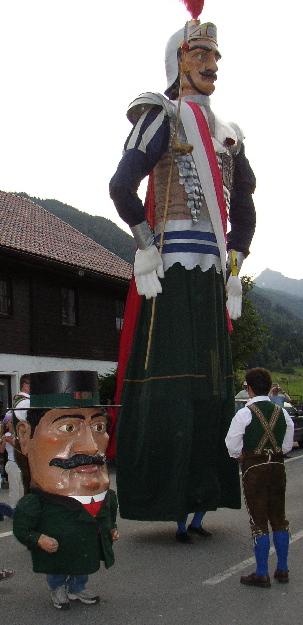
Le Samson de Mariapfarr à Weisspriach
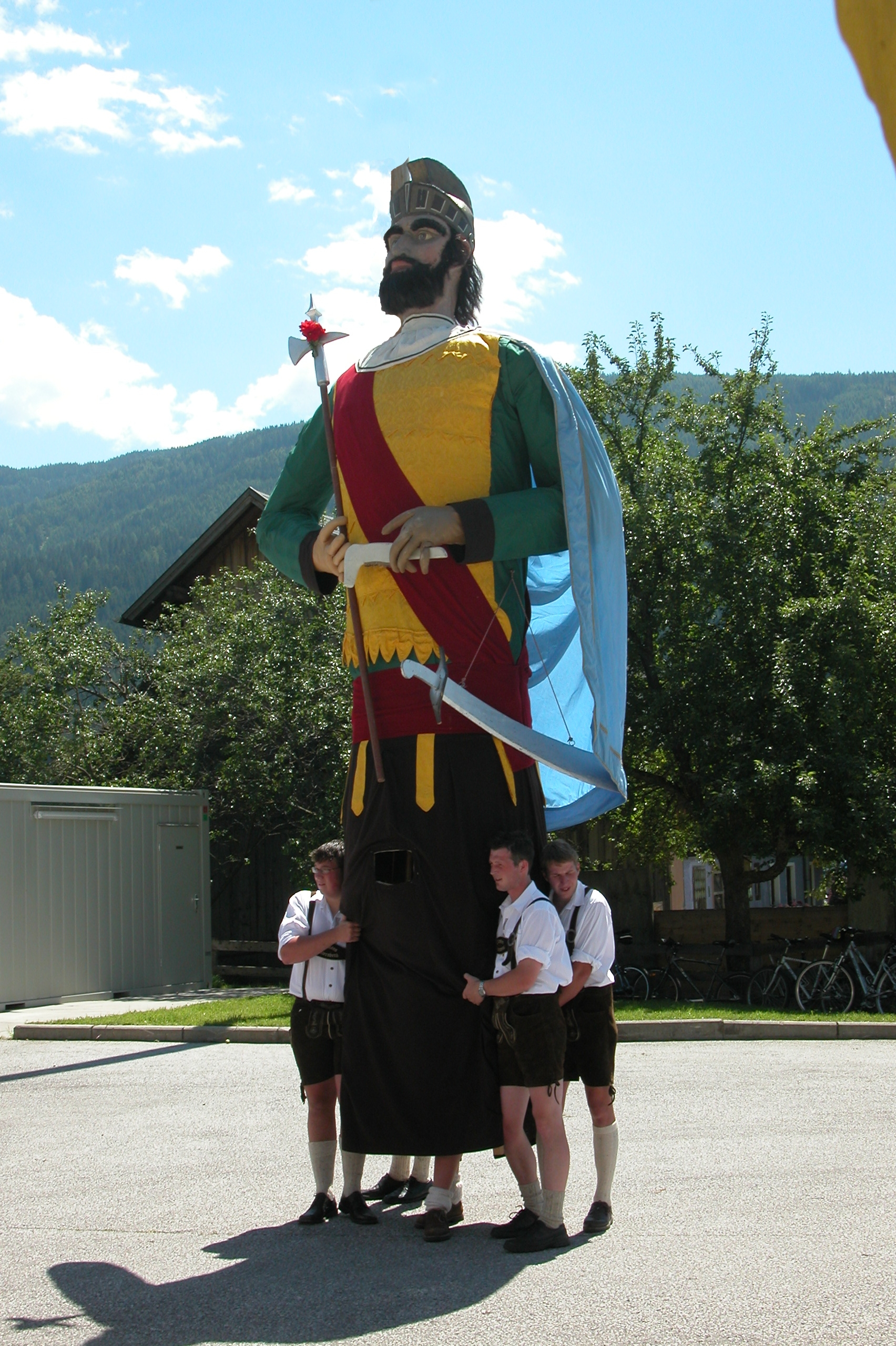
Le Samson de Unternberg

### Origine et histoire

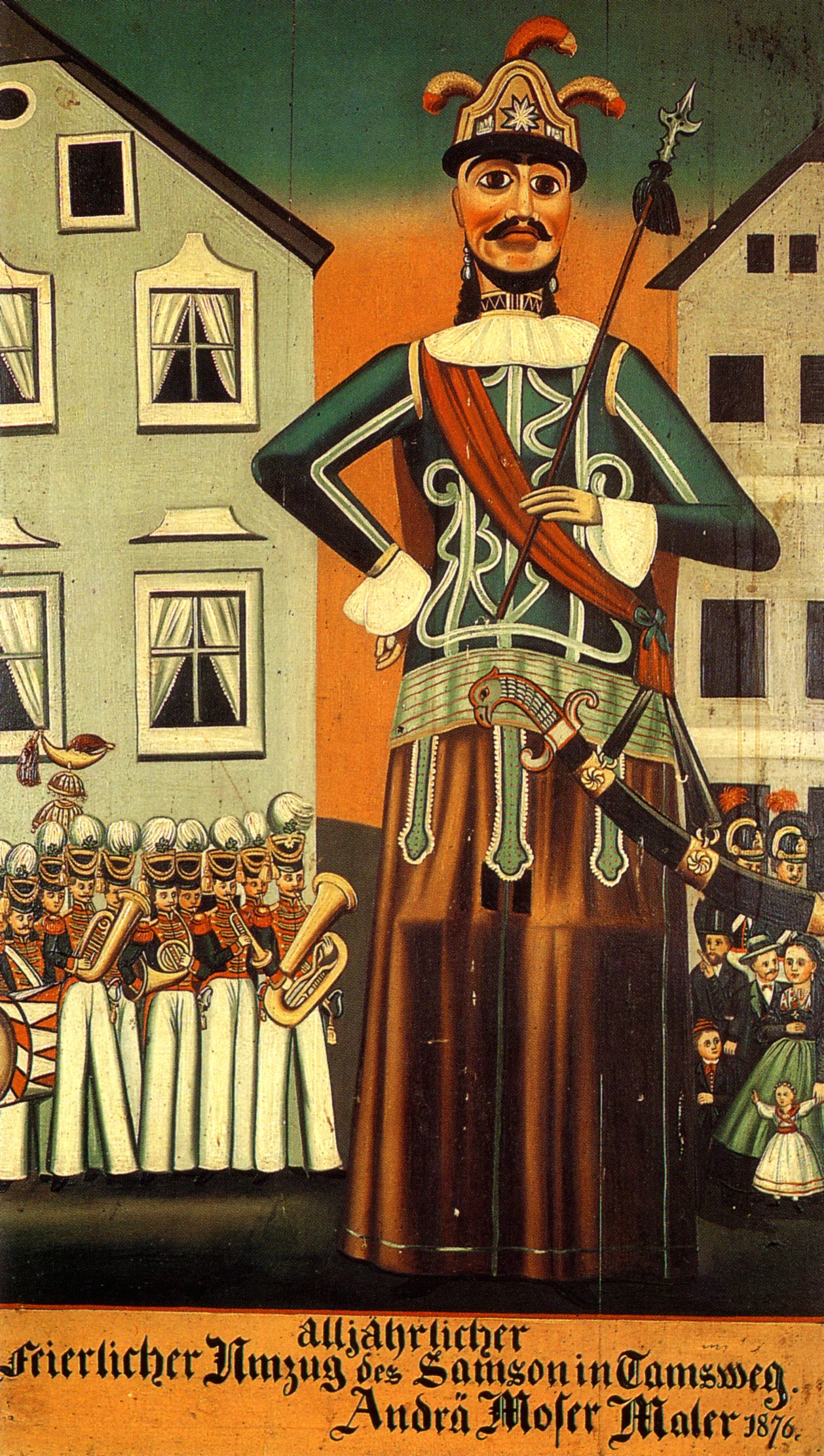
Représentation du Samson de Tansweg par Andrä Moser en 1876.

Contrairement aux géants de Belgique, de France et de Catalogne du Nord, les Samson autrichiens ne sont pas mentionnés dans des textes médiévaux. Selon la plupart des sources, ils font référence au personnage biblique. Selon une autre théorie, il est plus ancien et un vestige de la mythologie slave. Les Slaves honoraient un grand Dieu, qui était en mesure de régir la nature au printemps. La célébration en son honneur a été reprise par les Bavarois. Les sources écrites ne remontent qu'à la moitié du XVIIIe siècle. Toutefois, dès 1802, il est établi que la tradition des Samson est beaucoup plus ancienne.
Une autre explication de l'apparition des Samson est la légende que les habitants du Lungau, et en particulier les habitants du village Wölrinf (aujourd'hui Wölting) ont eu le privilège de représenter Samson comme la personnification d'un guerrier qui s'est conduit en héros au cours de la lutte contre Margarete Maultasch (1318-1369).

### Le faste des cortèges baroques de la Contre-Réforme
Les premiers textes mentionnant un géant Samson se situent dans le cadre de la Contre-Réforme, en 1643. Ils sont dans les couvents des Capucins de Tamsweg et Murau. Il s'agissait d'éduquer et d'édifier les populations et de les ramener à la foi catholique. C'est dans ce sens qu'a servi le faste des cortèges baroques, en particulier des jeudi et vendredi saint et de la Fête-Dieu. On y montrait des scènes de l'Ancien Testament sur des chars. Elles étaient au nombre de six. La septième était Samson, représenté en géant, à l'origine sur un char, puis comme aujourd'hui porté et accompagné par une troupe d'hommes armés. Il est intéressant de comparer ces faits avec le cortège de la Ducasse d'Ath.
La plus ancienne mention d'un Samson dans le Lungau figure dans un traité de 1720 à Tansweg. On y mentionne le décès d'un porteur de âgé de 32 ans. Le Samson de Murau est attesté en 1746-1747 (achat du géant ?). En 1754, on rémunère un porteur du Samson de St. Michael. Les autres Samson sont attestés avant 1802, époque à laquelle ils sont interdits.

### Le temps des interdits

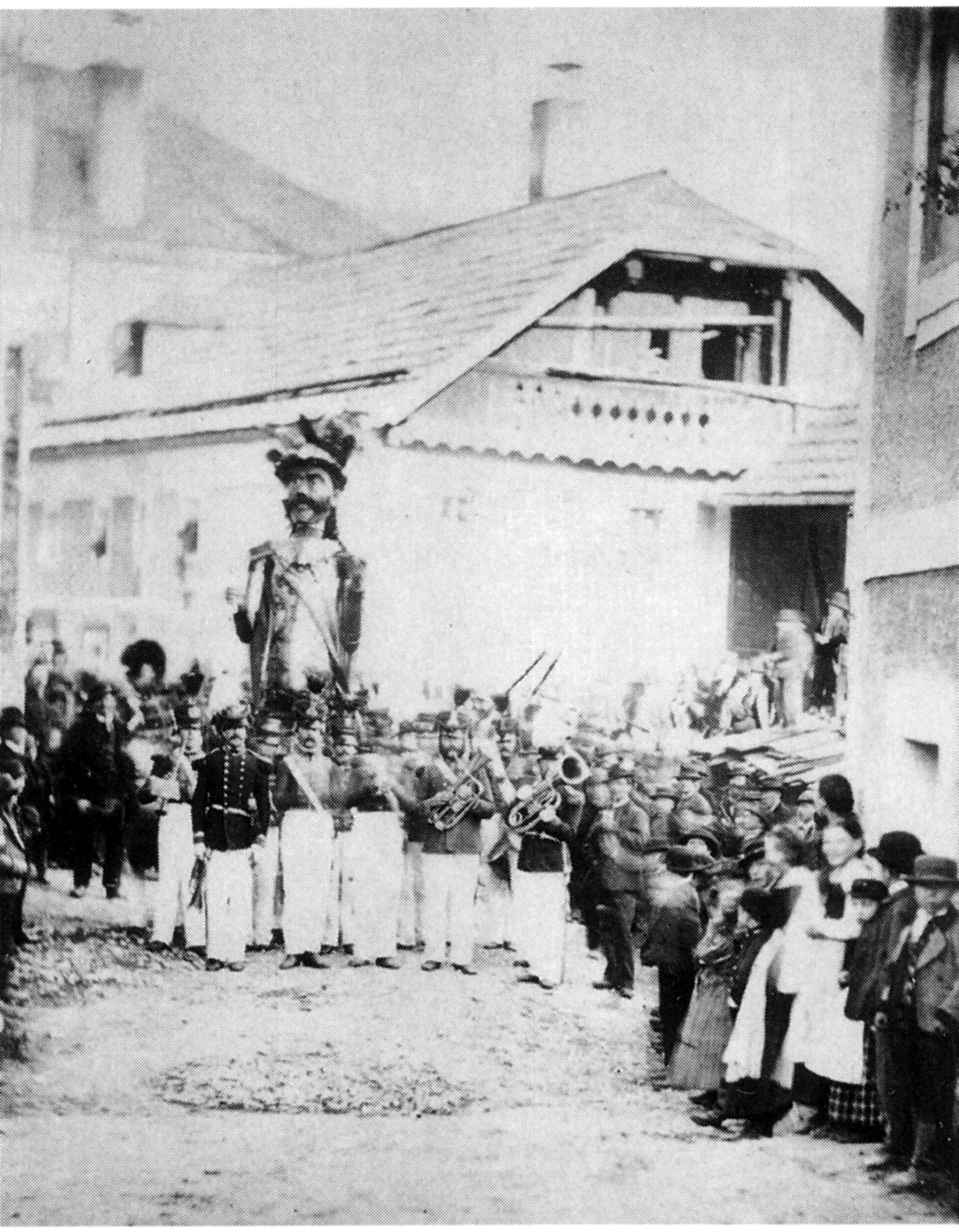
La première photographie d'un Samson : St. Michael, 1870.

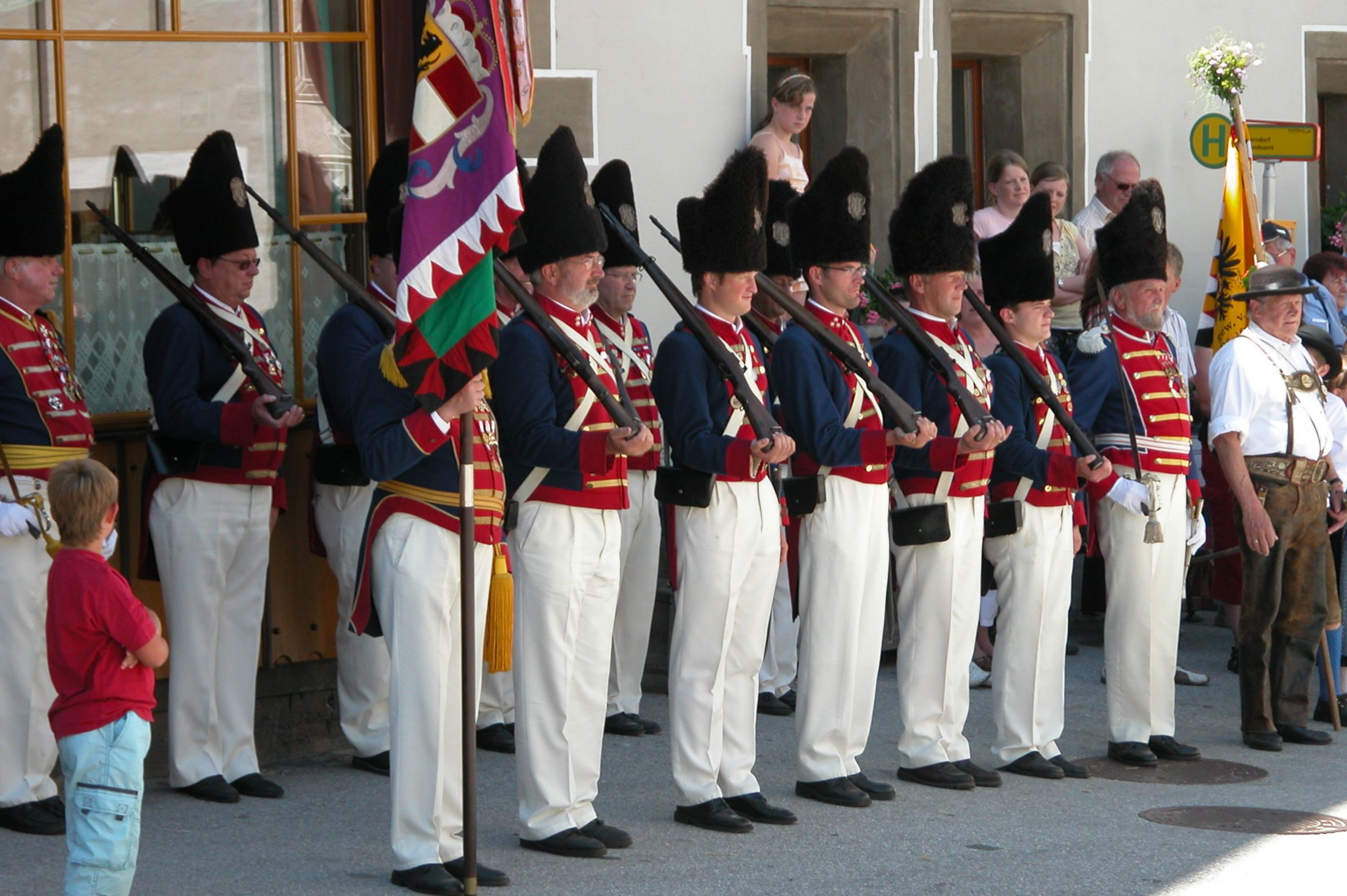
La garde du Samson de Mauterndorf.

Pendant le Siècle des Lumières, les réformes de l'archevêque de Salzbourg et évêque de Gurk Hieronymus Colloredo ont mis fin aux excès des processions baroques et donc ont causé la disparition des Samson.
En 1784 une ordonnance de l'archevêché de Salzbourg interdit la présence d'images et de figures profanes dans les processions. Six ans plus tard, ce règlement est étendu au pays tout entier. Cependant, en 1798 à Tamsweg une nouvelle figure de Samson apparaît mais dans un cortège séparé, le soir de la fête patronale.
Après une bataille juridique, l'interdiction est confirmée partout en 1803. Cependant, comme à Tansweg, la tradition subsiste. On sait qu'en 1844, lors d'une visite à St. Michael, Samson danse en l'honneur de l'empereur Ferdinand. En 1859, le conseil municipal restaure la coutume du « Samsonumzug ». La plus ancienne photographie date de 1870. Et dès 1900, on peut affirmer que les Samson du Langau et de la proche Styrie, entament une nouvelle vie.

### DuXXesiècleà nos jours
À partir de 1900, réapparaissent les Samson de Tamsweg, St. Michael, Mauterndorf et Muhr, puis successivement :
- Unternberg, 1900 (une nouvelle figure est construite en 1954) ;
- St. Andrea, 1905 (un nouveau torse en 1983) ;
- St. Maragarete, 1927, invité à Unternberg((renouvelé en 2001) ;
- Ramingstein/Kendelbruck en 1948-1949, avec une éclipse de 1958 à 1992 où il est reconstruit ;
- Murau, 1966, complètement rénové en 2005 ;
- Wölting, 2000.

Pendant la Deuxième Guerre mondiale, sous l'occupation allemande, les Samson furent de nouveau interdits. Ils sont cependant sortis et ont dansé de manière occasionnelle et exceptionnelle.

### Processions, cortèges, rassemblements et autres représentations

#### Généralités
Les Samson sortent lors de la procession de la Fête-Dieu et de la fête patronale (« Prangtag ») ainsi, selon les endroits, qu'à d'autres occasions, et selon les lieux d'un à deux autres occasions. Ils se rendent parfois sur les marchés ou à la fête des pompiers de la localité. Certaines municipalités organisent des rassemblements de Samson. Ils peuvent voyager. On a pu les voir notamment à Cologne, mais aussi à des rencontres de géants en Catalogne, dans le Nord de la France et en Belgique.
Les cortèges traditionnels durent jusqu'à deux heures et sur une distance allant jusqu'à trois kilomètres. Une personne porte le géant d'un arrêt à l'autre. Elle est le plus souvent aidée de quatre assistants. Une fanfare l'accompagne, ainsi que les nains à « grosses têtes ». À chaque arrêt, Samson danse, au moins une fois, en l'honneur d'une personne ou en reconnaissance d'une importante donation. À certains arrêts, il y a des discours et l'on boit copieusement de la bière.

#### Musique
Samson est toujours accompagné d'une fanfare, le plus souvent locale. C'est le cas des fanfares communales de St. Michael, Tamsweg Mauterndorf et Wölting Dorfmusik. À Murau, il s'agit de la « Musikverein Stadtkapelle » et dans les autres localités les « Musikkapelle » ou « Trachtenmusikkapelle ». Pendant le cortège, la fanfare précédent toujours le géant et jouent différentes marches.
La danse traditionnelle lors des arrêts est une valse lente, toujours la même, la « Samsonwalzer », basée sur un chant religieux, le Lieb Jesulein komm zu mir, modifié par le compositeur Lenzen Toni.

#### Calendrier
La saison des Samson dure de mai à fin septembre. La sortie principale est le « Samsonumsug » de la fête patronale. Mais on peut les voir à d'autres occasion : le marché de l'argent de Raminstein, une inauguration ou aux fêtes automnales. En été, chaque semaine, ils dansent à l'un ou l'autre endroit, souvent le mercredi, vendredi ou samedi dans la soirée, en dehors du calendrier officiel (voir ci-dessous).
Il n'y a pas de droit d'entrée à payer dans les localités. La police règle la circulation. Les cortèges les plus importants sont ceux de Mautendrof et de Tansweg. Les autres sont plutôt destinés à la population locale mais le touriste étranger y est le bienvenu.
| Localité                                          | Émergence historique                          | Géant actuel                                                        | Hauteur               | Poids                                       | Nains                                                                   | Jours de sortie |
| ------------------------------------------------- | --------------------------------------------- | ------------------------------------------------------------------- | --------------------- | ------------------------------------------- | ----------------------------------------------------------------------- | --- |
| Mariapfarr                                        | 1935                                          | 1950                                                                | 6,8 m – le plus grand | 86 kg                                       | Deux nains, home et femme, en costume du Langau                         | 2e dim. Après la Fête-Dieu, 15 août, sorties exceptionnelles                                                               |
| Mauterndorf                                       | 1802                                          | Tête en polyester: 1990,construction: 1993                          | 5 m.                  | 75 kg                                       | Deux nains, homme et femme                                              | 3e dim. De juin, 3e dim. de juillet, 1er dim. de septembre                                                                 |
| Muhr                                              | 1802                                          | 1991 (cuirasse)                                                     | 5 m                   | 75 kg                                       | Deux nains                                                              | St Pierre et Paul (29 juin), St Ruppert (Dimanche après le 24 sept.), Fête de la moisson avec plantation de l’arbre de mai |
| Ramingstein                                       | 1802                                          | 1992, nains en 1997-1998                                            | 5,5 m                 | 80 kg                                       | Deux nains Achaz et Marie. Achatz en mineur. Marie en costume tyrolien. | Marché de l’argent à Ramingstein (2e dim. de juillet) et « Prangtag » (1er dim. de juillet)                                |
| Sankt Andrä im Lungau                             | 1908                                          | 1983 (construction), 1905 (tête), rénovation en 1983, nains en 2004 | 5,60 m                | 80 kg                                       | Deux nains (forgerons)                                                  | Irrégulier, plusieurs fois en été                                                                                          |
| Sankt Margarethen im Lungau                       | 1927 (Plus ancien que le Samson d’Unterndorf) | 2001                                                                | 6,10 m                | 80 kg (En 2002 – aujourd’hui plus maniable) | Pas de nains                                                            | Fête-Dieu, « Prangtag » (4e dim. de juillet)                                                                               |
| Sankt Michael im Lungau                           | 1754                                          | Baroque                                                             | 4,5 m                 | 64 kg                                       | Pas de nains                                                            | Fête-Dieu, 15 août, “Prangtag” : dim. après de 29 sept., plusieurs sorties dans des fêtes de villages                      |
| Tamsweg                                           | 1720                                          | Baroque. Nains en 1802-1803 et 1844.                                | 6,10 m                | 88 kg                                       | Deux nains en costume du Lungau. Auparavant deux naines                 | Après la Fête-Dieu, 4e sam. et dim. de juillet, 1er dim. d’août                                                            |
| Unterberg                                         | 1954 (le plus récent)                         | 1954                                                                | 5 m                   | 75 kg                                       | Pas de nains                                                            | 1er dim. de juillet |
| Katastralgemeinde Wölting, un quartier de Tamsweg | 2000 – Selon la légende, le plus ancien       | 2000                                                                | 6,30 m                | 95 ou 93 kg                                 | Pas de nains                                                            | 2 ou 3 fois par an |
| Krakaudorf                                        | après 1809                                    | 1914                                                                | 6 m                   | 75 kg                                       | Pas de nains                                                            | “Prangtag” de St Oswald : 1er dim. d’août                                                                                  |
| Murau                                             | 1748 (acheté à Tansweg)                       | 1960 (Samson 1) et 2005 (Samson 2).                                 | 5 m (Samson 1),       | 70 kg (Samson 1), 60 kg (Samson 2)          | Pas de nains                                                            | 15 août |

### Province de Salzbourg

#### Kendelbruck
Un rapport de 1802 atteste son existence à cette époque, comme une copie de celui de Tamsweg. Il a disparu aujourd'hui.

#### Mariapfarr
Le géant est considéré comme l'emblème du Lungau et symbolise puissance et force. Ses origines remontent au XVIe siècle.
Le géant actuel date de 1935. Des témoignages attestent un Samson en 1914, qui a été brûlé. L'actuel a été fabriqué à l'initiative du curé Stöckl (1928-1936) dont l'objectif était de restaurer l'ancienne coutume à Mariapfarr. Samson fut achevé en 1937, sculpté par le professeur August Schreilechner, artiste local. Des témoins de l'époque estimaient qu'il était horrible (« grausig »). Le personnage, très mince, avait cependant l'avantage d'être peu sensible au vent.
Samson a survécu à la Deuxième Guerre mondiale. Lors de la fête de la province, en 1949, on décida la construction d'un nouveau géant. Après une chute au cours de l'été 1949, l'ancien Samson a été irrémédiablement endommagé. Le nouveau géant pesait 105 kilos - 40 de plus que son prédécesseur. On réduisit son poids de 20 kg. La cuirasse fut réalisée en aluminium. Le jour de la Fête-Dieu en 1960, il faillit tomber, entraîné vers l'avant. Depuis, on ne déplore aucun incident. Samson n'a pas de mâchoire d'âne, mais une épée. Il est habituellement visible à la caserne des pompiers où on le remise en dehors des sorties.
Le Samson de Mariapfarr a été le premier à quitter le Lungau pour l'étranger. En 1982, il accepta une invitation à participer à un rassemblement géant à Matadepera, au nord-ouest de Barcelone, en Catalogne. L'année suivante, certains géants de Matadepera se rendirent à leur tour à Mariapfarr. Cela a conduit à un jumelage, célébré en 1984 à Matadepera. Ont suivi de nombreux autres visites réciproques. En 1992 Samson a participé à la deuxième « Trobada Internacional de Gegants ».
Exceptionnellement, Samson a dansé en janvier 1996 — c'est-à-dire en dehors de la saison de Samson — à l'inauguration du « Sechsersesselbahn » dans le domaine skiable du Lungau (Fanningberg). Cette sortie fut abondamment critiquée.

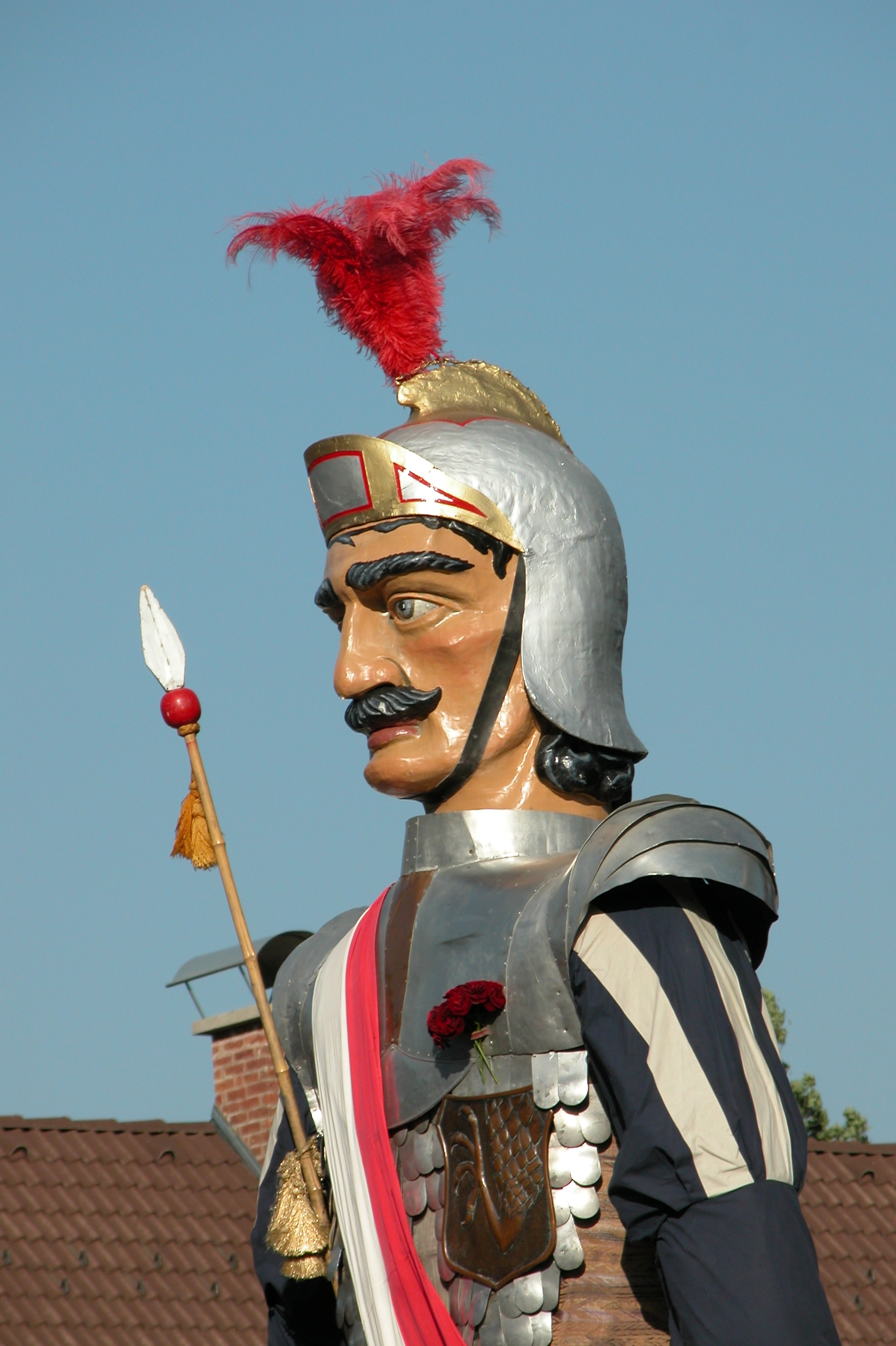
Le géant Samson de Mariapfarr
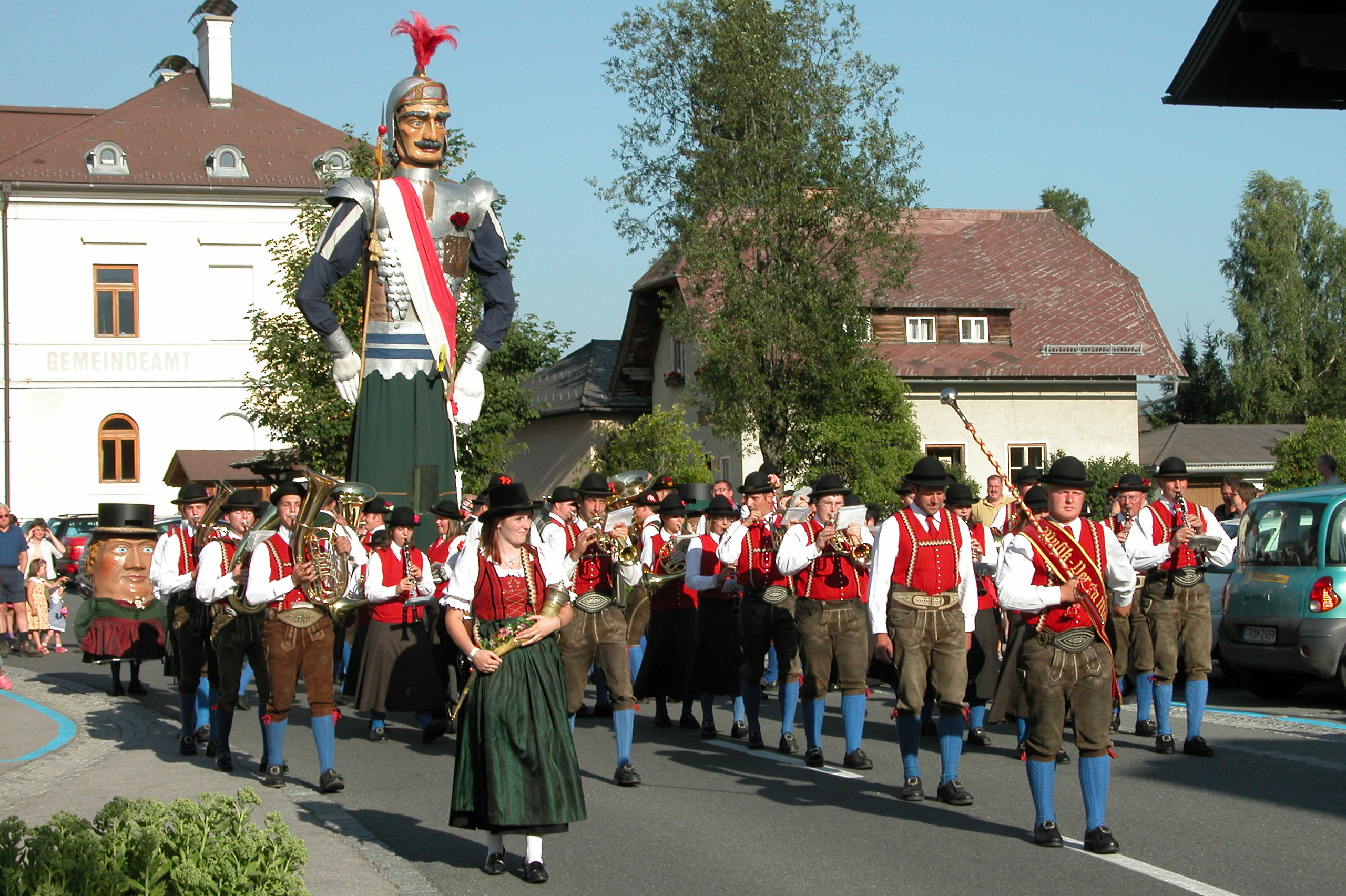
Détail du géant Samson de Mariapfarr
- Le géant Samson de Mariapfarr

#### Mautendorf
Samson est accompagné de deux figures naines, un homme et une femme. Samson mesure 4,75 m et pèse 65 kg. Sa carcasse est composée de deux perches verticales, autour desquelles sont fixés des cercles horizontaux en noisetier. La tête, en papier-mâché, repose sur une tige de fer à l'aide de laquelle elle peut être tournée de tous les côtés par le porteur. L'armature est tendue de tissu, de façon à donner au géant l'apparence d'un guerrier antique. Les bras et le buste sont revêtus de drap rouge; une toile blanche tombe en biais de l'épaule droite sur la poitrine ; la partie inférieure du corps est entourée d'un vêtement à rayures verticales rouges et blanches; un manteau bleu couvre les épaules et le dos.
Samson porte sur la tête un casque argenté à long panache; il tient de la main droite une lance et, de la gauche, une mâchoire d'âne. Une épée pend à la ceinture. Un garçon costaud porte la figure géante sur ses épaules, et quatre autres l'accompagnent pour lui montrer le chemin et l'aider. Samson est promené en cortège profane l'après-midi du dernier « Prangtag » (fête du scapulaire) et lors des fêtes populaires. Précédé de la fanfare, le cortège part de la maison communale pour aller au château en traversant le bourg, et refait le même chemin en sens inverse. Il s'arrête devant les maisons des personnalités du bourg, des hôtes d'importance et devant les auberges pour danser sur l'air de la « Valse de Samson ». Les porteurs et accompagnateurs sont invités à consommer en remerciement, et le géant fait des courbettes cérémonieuses en l'honneur des spectateurs.
Jusqu'en 1803, année où le gouvernement provincial de Salzbourg interdit partout les représentations symboliques de personnages dans les processions religieuses, Samson avait sa place à côté d'autres groupes de figures, telles que celles de la Vierge, de l'Enfant Jésus et du Bon Pasteur, dans les processions matinales du «Prangtag» (fête du patron de la paroisse).

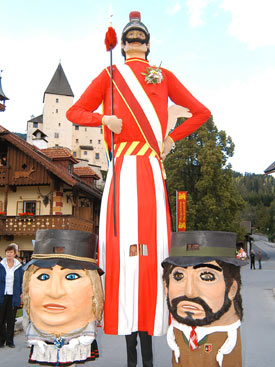
Le géant Samson de Mautendorf et ses nains
- Le géant Samson de Mautendorf
- Détail du géant Samson de Mautendorf

#### Muhr
Le Samson de Muhr mesure 5 m pour 60 kg. La carcasse est formée par quatre supports de bois entourés de carton-pâte. Le géant a une cuirasse argentée en carton-pâte, à la mode antique et un casque. Il tient une mâchoire d'âne dans la main droite.
Aux «Prangtage», les deux fêtes patronales de Muhr (Saint Pierre : le 29 juin, Saint Rupert : le 24 septembre), Samson est porté par un seul homme. Le cortège, la fanfare en tête, part de la remise communale, où le mannequin est entreposé toute l'année, et se rend à l'extrémité du village, pour monter à la cure sur la colline de l'église en passant par la grand-rue. Puis il accomplit le même chemin en sens inverse. Dans le jardin du presbytère et devant les auberges, Samson fait des pas de valse. Il s'incline bien bas pour remercier de l'accueil qu'on lui fait, pour saluer particulièrement quelques personnes : les gens qui portent le nom fêté ce jour-là, les habitants âgés du villages ou ceux qui se sont signalés par leurs services.
Au XVIIIe siècle encore, Samson, symbolisant le géant biblique, faisait partie de cette procession religieuse.
D'après la légende, la figure de Samson est née à l'époque de Margarete Maultasch ; la commune de Muhr s'était distinguée dans la lutte contre cette guerrière du Tyrol et obtint de l'archevêque le privilège de présenter un géant dans ses processions.

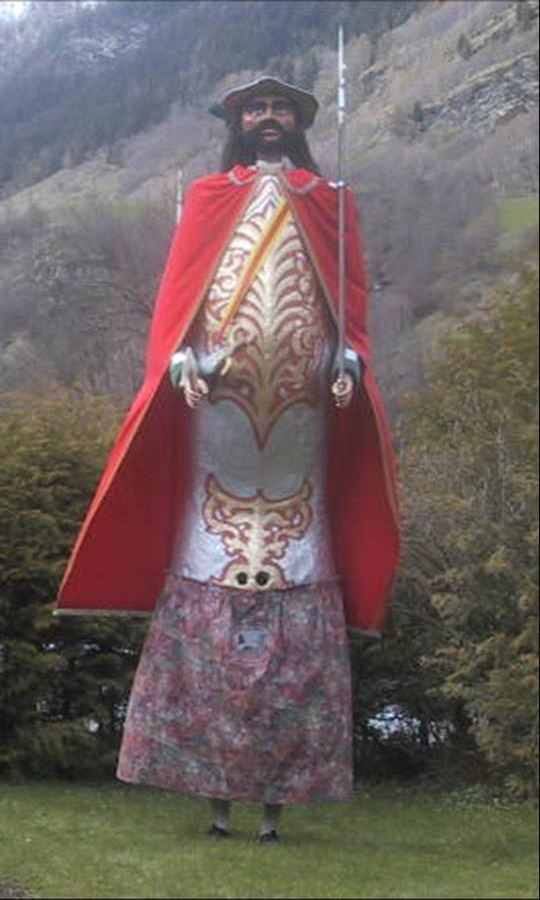
Le géant Samson de Muhr

#### Ramingstein
Il existait jadis à Raminstein un Goliath et un David dans un jeu processionnel. Ils ont disparu et ont été remplacés, vers 1840, par un Samson, plus traditionnel dans cette partie de l'Autriche.
Le Samson de Raminstein mesure environ 6 m pour un poids de 80 kg environ. Sa structure ressemble à celle des autres géants du Lungau, comme son habillement, qui a la particularité d'être bleu. Cependant, le géant de Ramingstein, s'il a aussi la lance et le sabre, ne porte pas de mâchoire d'âne.
L'après-midi de l'« Achazi Prangtag » (22 juin) et du « Prangtang » de Kendelbruck, en juillet, le géant est promené, accompagné de deux nains, pendant quatre ou cinq heures dans les rues principales de la localité, et la fanfare du village l'accompagne. Pendant la procession, Samson se dépense en danses et courbettes.

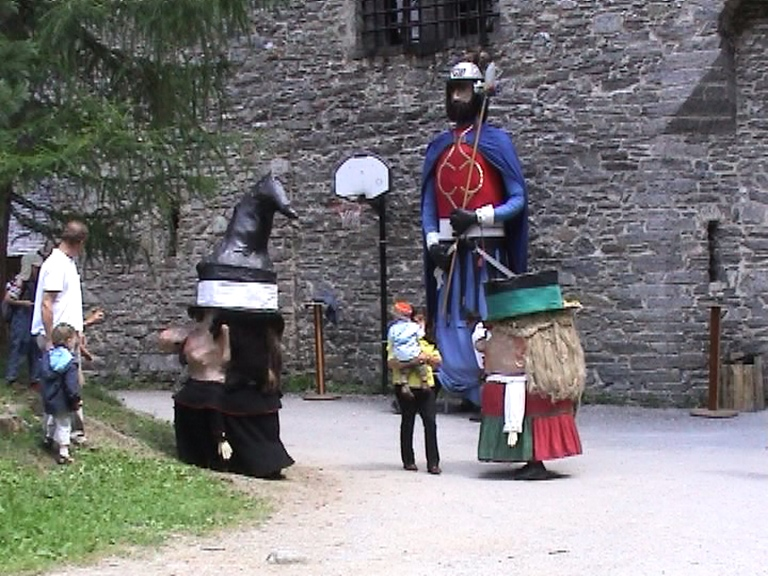
Le Samson de Ramingstein
- Danses du géant Samson de Ramingstein

- Samson de Ramingstein

#### Sankt Andrä im Lungau
La tête du Samson de Sankt Andrä im Lungau date de 1908. En 1983, et 2002, le géant est restauré. Il retrouve son costume bleu.
La musique qui accompagne Samson dans les cortège a été fondée en 2003. Les nains (un forgeron et sa femme) ont été ajoutés l'année suivante. En 2007, on a fondé une association : « Samsongruppe » pour organiser les fêtes.

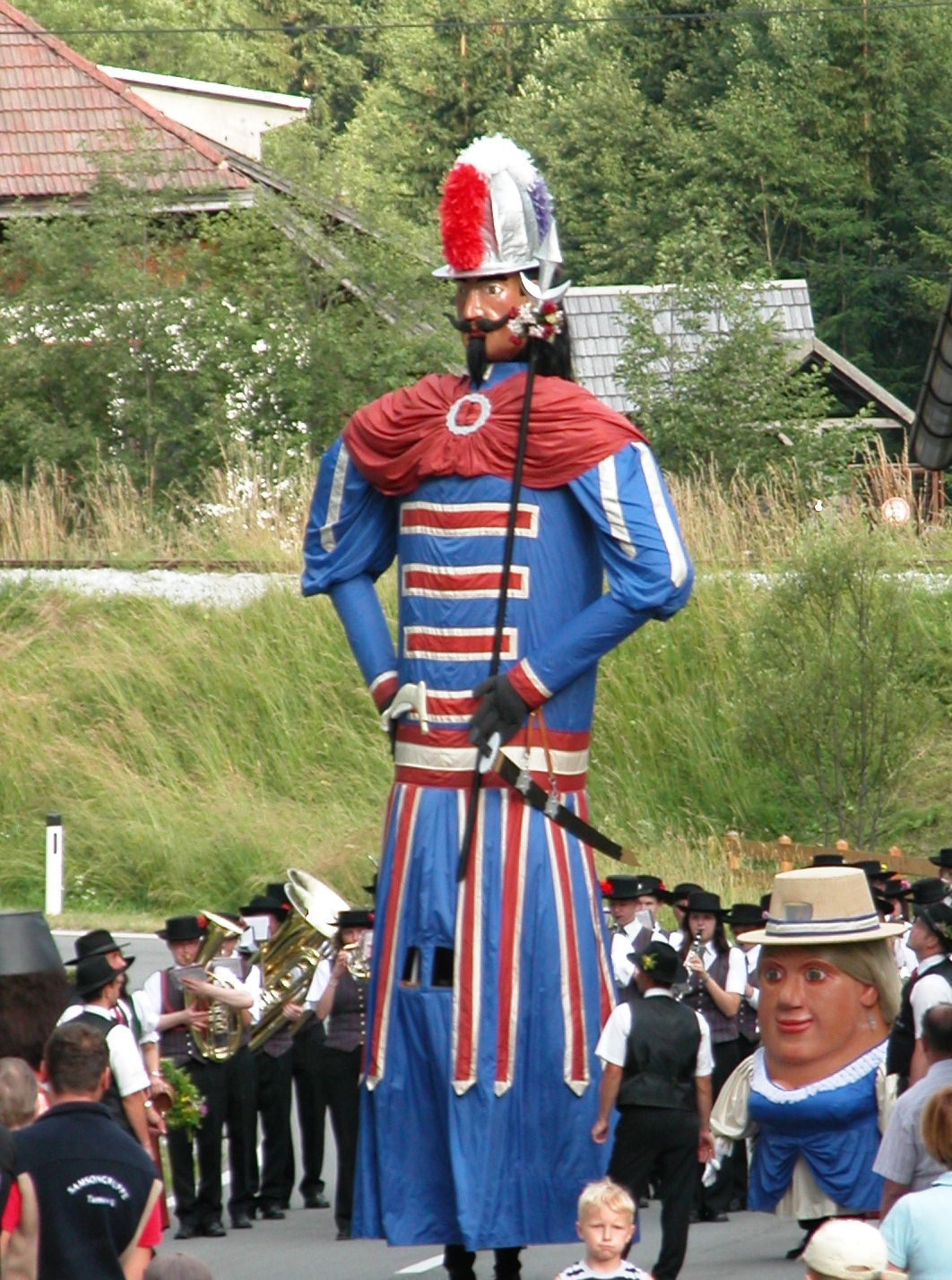
Le géant Samson de Sankt Andrä im Lungau, 12 juillet 2008
- Le géant Samson de Sankt Andrä im Lungau, 12 juillet 2008
- Le géant Samson de Sankt Andrä im Lungau

#### Sankt Margarethen
À la fin des années 1920, un Samson a été créé à St. Margarethen, sur le modèle d'Unternberg. Il est sorti de manière occasionnelle puis a disparu.
Depuis les années 1970, on a pensé à redonner vie à la coutume. C'est seulement le 1er décembre 2000 que l'idée s'est concrétisée. Sous la devise „Groaß muaß a nit sei, oba schea!“, on construisit un Samson par souscription publique. Il fut présenté au public la veille du Prangtag (fête patronale), le 14 juillet 2001. Pendant l'hiver 2006/2007, le géant fut allégé avec une nouvelle structure métallique en alliage.

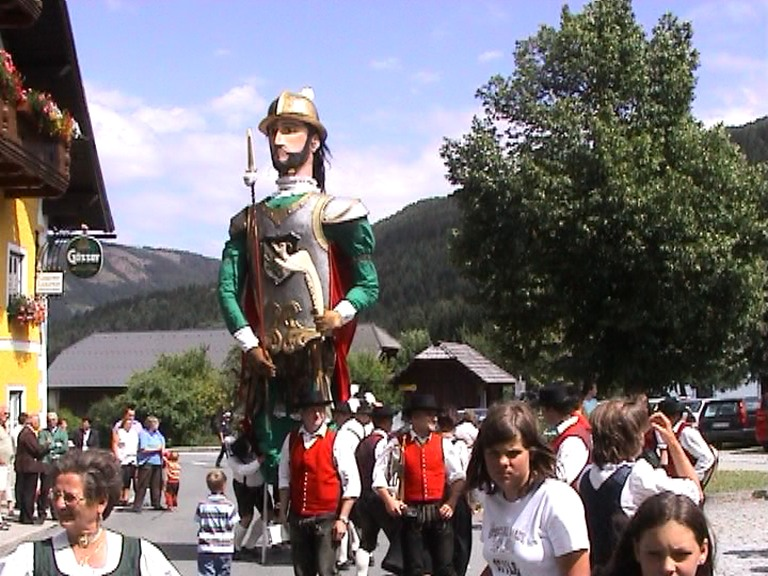
Le samson de St.Margarethen
- Le géant Samson de St. Margarethen

#### Sankt Michael im Lungau
Le Samson de Sankt Michael im Lungau mesure 4,50 m, son armature est en bois recouverte de fort carton-pâte et de tissus de différentes couleurs. La tête, en bois sculpté, peut se mouvoir grâce à une tige. Comme les autres Samson, il a l'allure d'un guerrier antique, pourvu d'une lance, d'une épée et de la mâchoire d'âne. Accompagné d'une délégation de «garde du ciel», portant l'uniforme de la garde royale française, et de la fanfare en uniformes napoléoniens, Samson est promené à travers les rues principales du bourg au début de l'après-midi, à l'occasion de plusieurs fêtes (fête de la moisson, fête de la deuxième procession du Saint Sacrement, fête de la forêt de Katschberg, cérémonies locales). Soutenu par deux accompagnateurs, le géant danse et salue en s'inclinant.

Selon la légende, Samson est la personnification d'un guerrier de Wôlting qui s'est conduit en héros au cours de la lutte contre Margarete Maultasch. L'existence de Samson est attestée pour la première fois en 1830.
- Le géant Samson de Sankt Michael, en 2010

#### Tamsweg
Le Samson de Tamsweg mesure 6,2 m et pèse 105 kg. Il est porté par un seul homme.
Le Samson de Tamsweg et ses deux nains à Gosses têtes qui l'accompagnent sont parmi les derniers survivants d'une longue tradition de géants processionnels en Autriche. Il est attesté depuis 1635 mais l'Église interdit leurs sorties dans des processions religieuses au XVIIIe siècle. C'est pourquoi le cortège de Samson a lieu la veille de la Fête-Dieu.
La confrérie du Saint-Sacrement et de Saint Léonard, de l'église Saint-Léonard de Tamsweg, organisait chaque année, le lundi de la fête de la confrérie (deuxième lundi après la Fête-Dieu), une procession grandiose, richement pourvue de mannequins à l'instigation des Pères Capucins. Des chars triomphaux, des groupes costumés à pied, et, au vingtième rang, après une délégation de gardes, vient le «Sämsam» . De telles processions comportant des mannequins, toujours organisées par les membres de la confrérie sous la direction d'un capucin, sont souvent attestées par des documents indiquant l'ordre des processions entre 1690 et 1720.
Le commissaire-archidiacre Vital Senninger, curé de Tamsweg de 1761 à 1769, prit ombrage de cette interminable procession théâtrale et supprima les groupes à pied et les figures de l'Ancien Testament, de Moïse et d'Aaron, Abraham et Isaac, Goliath et Judith… En 1786, dans le cadre des réformes de Joseph II, toutes ces figures sont écartées des processions. À ce que dit un autre chroniqueur du Lungau, les mannequins ont été reconstruits et réintroduits dans les processions en 1798. Malgré l'interdiction réitérée par le gouvernement en 1803, la coutume du géant processionnel, bien que devenue entretemps distincte des processions religieuses, est restée en usage jusqu'à nos jours.

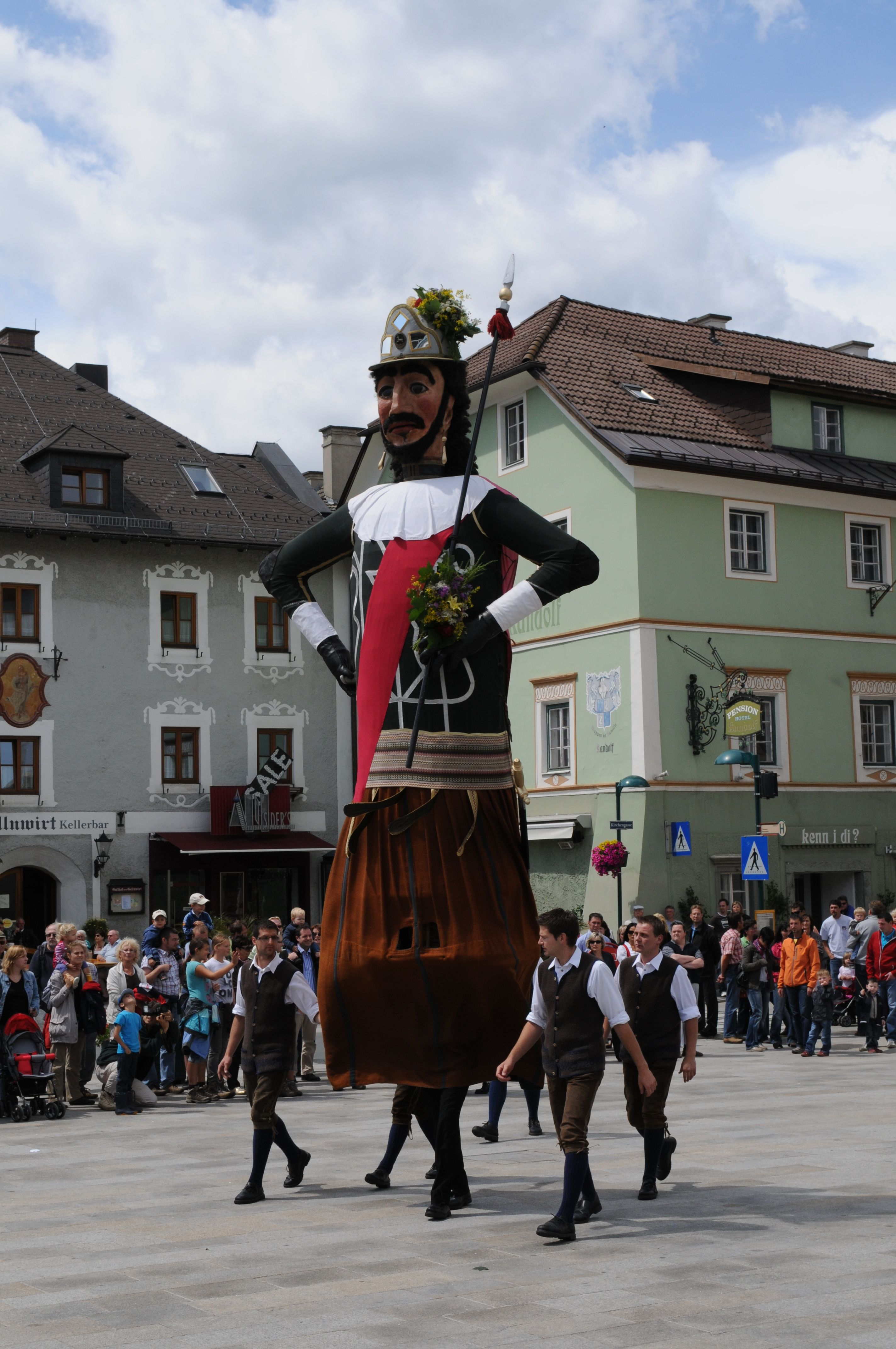
Le géant Samson de Tansweg
- Le géant Samson de Tansweg en 2010

#### Unternberg

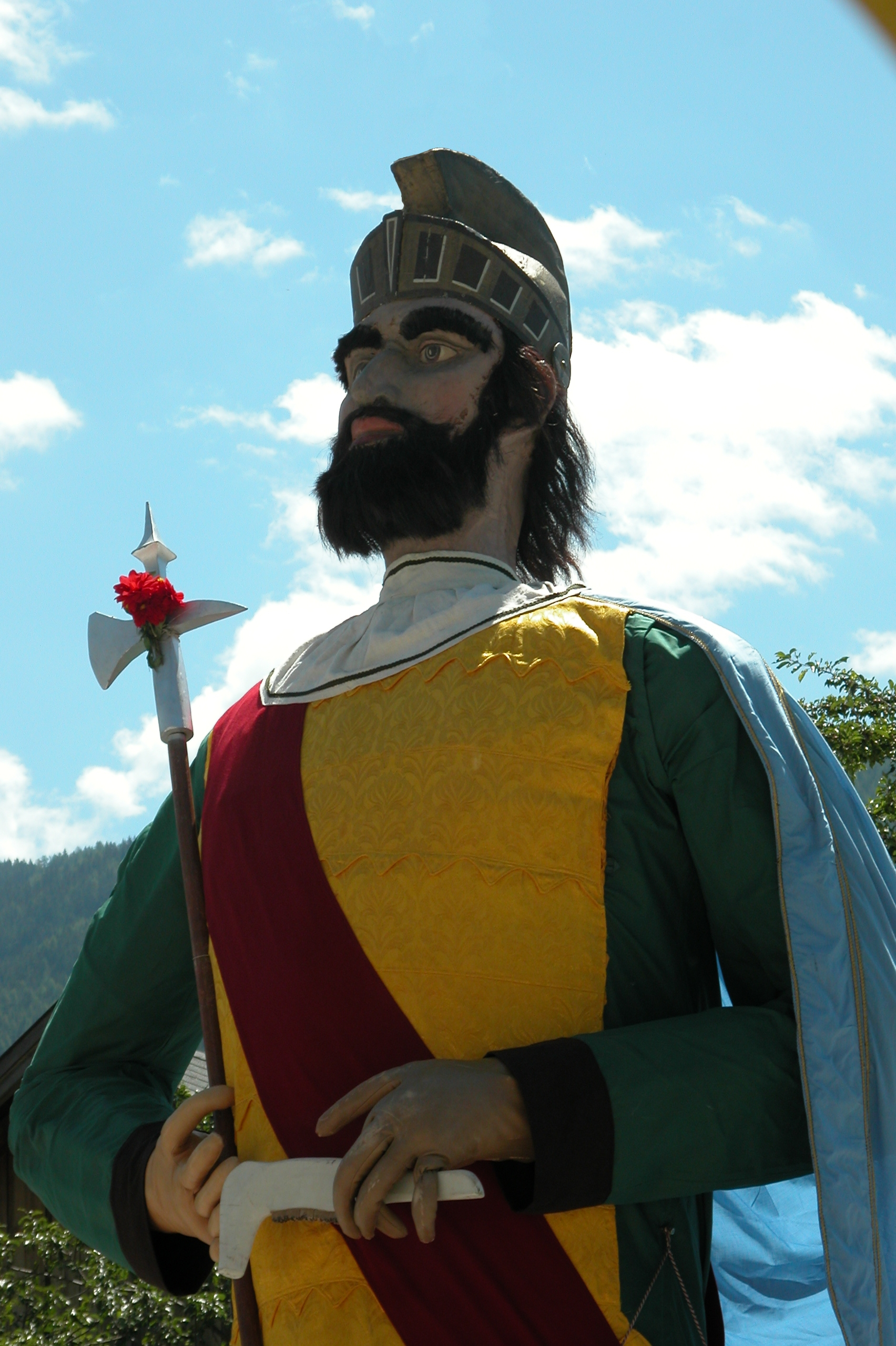
Le géant Samson de Unternberg
- Samson de Unternberg

### Styrie

#### Kraukaudorf
Le Samson de Kraukaudorf est accompagné de deux nains à grosse tête, le «Mandl» (petit homme) et la «Weibl» (petite femme).
Le mannequin, haut de 5 m, composé d'une armature de tiges de bois, est porté par un seul homme, et a l'apparence d'un guerrier antique : ses attributs sont une hallebarde dans la main droite, une mâchoire d'âne dans la gauche.
Samson sort chaque année le premier dimanche d'août pour la Saint Oswald. La veille au soir, avant l'Angélus, le mannequin est accompagné sur la place de l'église par deux tambours et la jeunesse du village. Après l'Ave Maria, la musique joue et Samson danse devant le presbytère et la maison du bourgmestre.

Le jour même de la fête, après la procession religieuse solennelle du matin, Samson fait son apparition l'après-midi en compagnie de la Société de tir et de la fanfare du village. Le cortège se forme après la bénédiction, retourne au presbytère, à la mairie, et va enfin jusqu'à la sortie du village où il se disloque. La Société de tir tire une salve en l'honneur des notabilités du village, ou d'autres personnes : si on le lui demande, tandis que Samson danse en leur honneur un «Steirischer» (danse populaire de Styrie).

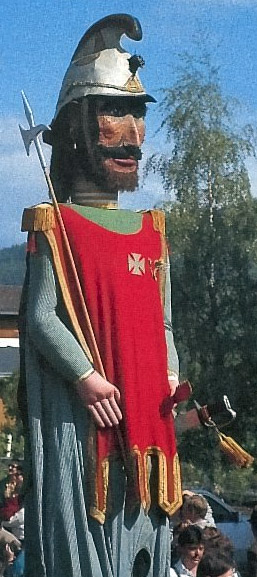
Le géant Samson de Kraukaudorf

#### Murau
Murau est une petite ville de Styrie.
Samson y est attesté depuis 1746. Le 15 août — jour de l'Assomption — il porté par toute la ville. Il pèse environ 70 kg et mesure 6 m. Il est accompagné de la « garde urbaine » dont il porte l'uniforme. Celle-ci est composée de 70 « soldats » qui tirent des salves tout au long du cortège.

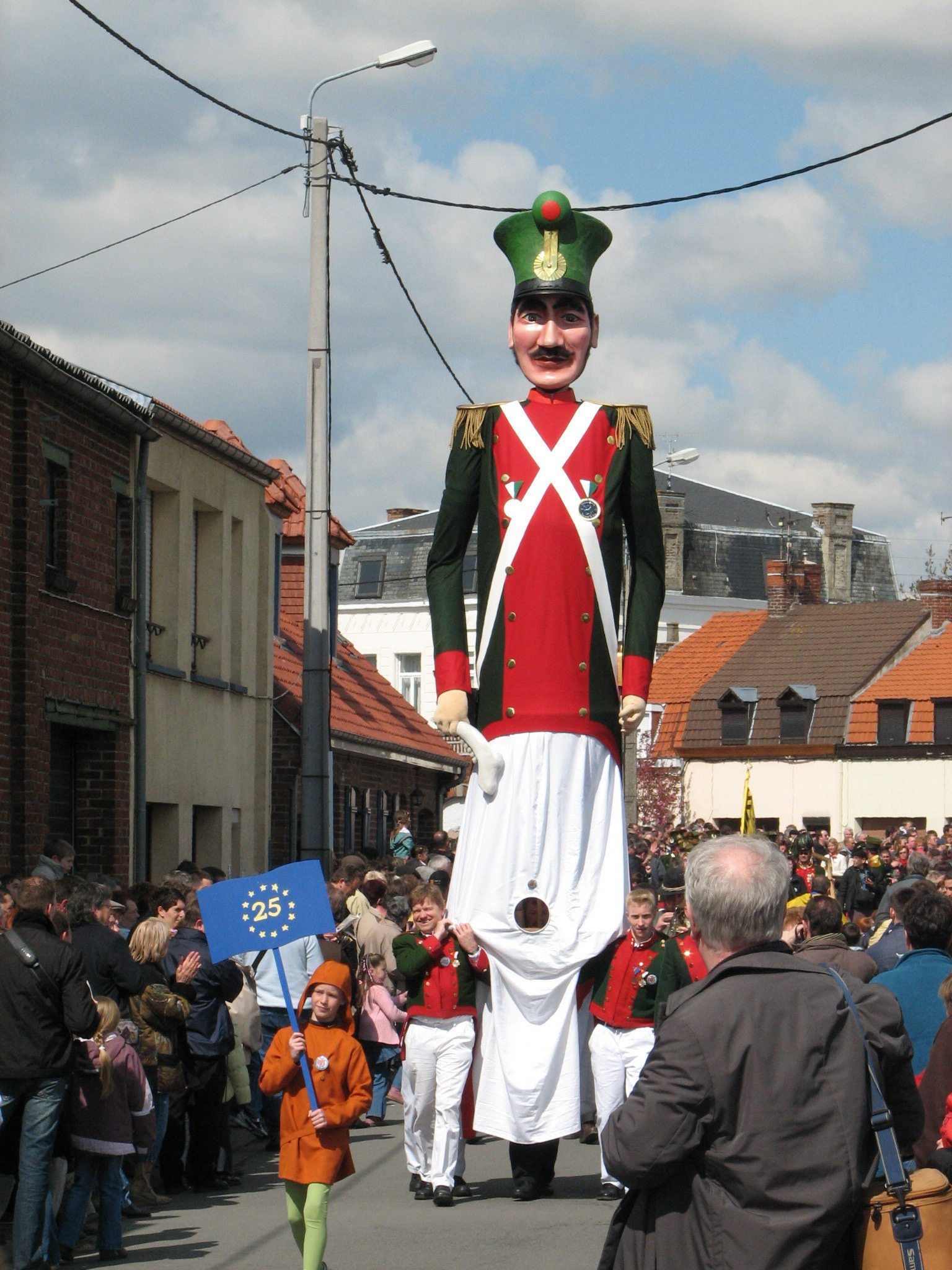
Samson de Murau à Steenvoorde, avril 2006
- Samson de Murau à Steenvoorde en 2006

## Sources
1. ↑  « Histoire des Géants – Terre de Géants » (consulté le 29 mars 2025)
2. ↑  « Composition du Cortège », sur Ville d'Ath (consulté le 29 mars 2025)
3. 1 2  Roland Flomair et Lucia Luidbold (dir.), Riesen, numéro spécial sous forme d'un livre de la revue Salzburger Volkskultur, 1996 ; et Salzburger Volkskultur, Zwei neue Riesen im Lungau; Ergänzungsband zur vorherigen Publikation; ohne Jahresangabe etwa 2004,[Quoi ?]
4. ↑  vgl. Internetpräsenz des Kulturwanderwegs Lungau (Stand Oktober 2007)
5. ↑  Lucia Luidold, « Der Muhrer Samson », dans Roland Flomair et Lucia Luidbold (dir.), Riesen, numéro spécial sous forme d'un livre de la revue Salzburger Volkskultur, 1996, p. 56 ff.
6. ↑  vgl. Wölting « Copie archivée » (version du 19 octobre 2007 sur Internet Archive) nach Kürsinger Iganz; Lungau; Salzburg 1853.
7. ↑   Getraud Steiner, le Tamsweger Samson, dans Roland Flomair et Lucia Luidbold (dir.), Riesen, numéro spécial sous forme d'un livre de la revue Salzburger Volkskultur, 1996, p. 19 et suivantes.
8. ↑   Sur l'image de la rencontre des Samson rencontres plus haut dans cette page le Samson de Sankt Andrä est le deuxième à gauche dans l'habillage de 1983.